# 阿里雷薩·菲魯茲雅
阿里雷薩·菲魯茲雅（波斯語： 波斯語發音：[æliːɾezɑː fiːɾuːzˈdʒɑː]，2003年6月18日—）是伊朗裔法国籍西洋棋特級大师。
2021年12月1日，菲魯茲雅在國際棋聯世界排名中以2804分位居第二，成為有史以来最年轻的達到2800等级分的棋手，比之前由馬格努斯·卡爾森创下的纪录早五个多月。
菲魯茲雅是一位西洋棋神童，12岁时就赢得了伊朗全國西洋棋锦标赛，并在14岁时获得了特級大师称号。16岁时，菲魯茲雅成为有史以來第二年轻達到2700等級分的棋手，并在2019年世界快棋锦标赛中获得银牌。 2021年11月，18岁的他赢得了国际棋联大瑞士制锦标赛和欧洲西洋棋团体锦标赛的个人金牌。他在2021年世界超快棋锦标赛上获得铜牌。
由於伊朗西洋棋联合会不承認以色列棋手的政策，菲魯茲雅于2019年离开伊朗西洋棋联合会。此後他一直代表国际棋联下棋，直到2021年年中成为法国公民并开始代表他現在居住的國家法国為止。

## 生平
2003年6月18日，菲魯茲雅出生于伊朗巴博尔。他八岁开始下棋。他有一个大他五歲的哥哥穆罕默德雷薩，他也会下棋。

### 西洋棋生涯
菲魯茲雅在2015年於南韓水原市举行的亚洲青年西洋棋锦标赛中獲得十二歲以下組的金牌。在成年人組比赛中，菲魯茲雅最早取得的成功之一是 2015 年在喬治亞举行的第10届娜娜亚历山大盃。在拥有15位特级大师的强大參賽陣容中，菲魯茲雅以5/9的得分结束比赛，其中包括對陣特級大师烏加·拉蘇洛夫取得的勝利和与其他四位特級大师的平局。他在作為隔年伊朗全國西洋棋錦標賽的預賽而舉行的伊朗西洋棋锦标賽四強賽中取得了进一步的成功，未失一局拿下7/9的得分（+5-0=4）。接著，他参加了当年举办的最强西洋棋公开赛，即 2015 年卡塔尔大师赛，他获得了4½/9的成绩，其中包括战胜特级大师帕维尔·特雷古博夫和尼洛帕尔·达斯。
12岁时，他赢得了2016年伊朗全國西洋棋锦标赛，获得8/11分（+5−0=6），领先第二名完賽的棋手整整一分，成为有史以来最年轻的冠军。
这些在伊朗西洋棋锦标赛四強赛、卡塔尔大师赛和伊朗全國西洋棋锦标赛中的成绩将年紀為12岁零7个月的菲魯茲雅的等級分提高到2475。同样在2016年，他被國際棋聯授予国际大师称号。 
2017年2月，菲魯茲雅在哈札爾杯中获得并列第三名（6/9），落后于冠军費倫茨·貝爾克斯。2017年4月，菲魯茲雅在2017年俄航杯西洋棋公开赛中以6/9的成绩下出了至此为止最好的表现，该赛事有大约80位特级大师参加，其中包括幾位世界前100名的棋手。在比賽中，他战胜了德国特级大师亚历山大·东琴科、马蒂亚斯·布吕鲍姆和法尔科·宾德里奇，还击败了特级大师埃米利奥·科尔多瓦和马克西姆·瓦武林。这一结果使菲魯茲雅获得了一個特級大师标准和2746的表現評分，这是他至此為止的最高表现評分。

#### 2018年
2018年1月，他在伊朗西洋棋锦标赛四強赛（7½/9）和世界青年西洋棋奥林匹克十六歲以下組（8/9）中取得了一系列傲人的成绩，将他的等級分提升至2549。
2018年2月菲魯茲雅再次参加了俄航杯西洋棋公開賽。他在92人中以第40名的成績完賽，得分為4½/9 (+2−2=5)，在此比賽中同時達成了获得特級大师头衔所需的最终标准。  2018年4月，他被国际棋联授予特級大師的称号。 
菲魯茲雅于2018年8月参加了2018年马来西亚公开赛，他在冠军王皓之后并列第二名。同月，他参加了在土耳其盖布泽举行的世界青年西洋棋锦标赛，以7½/11的成绩完赛。
7月，菲魯茲雅代表伊朗参加了在哈马丹举行的亚洲国家杯。伊朗赢得了所有三项公开赛事，菲魯茲雅以6/7的成绩在赛事中取得傑出的個人表現。 他在11月25日至12月2日举行的世界青年西洋棋奥林匹克十六歲以下組比赛中获得个人金牌，得分为8/9分（+7−0=2；2736表現評分）。 
在圣彼得堡举行的2018年世界快棋锦标赛上，菲魯茲雅在來自全世界的棋手中排名第六，落后于丹尼爾·杜博夫 、沙克里亞爾·馬梅迪亞洛夫 、中村光 、 弗拉迪斯拉夫·阿爾捷米耶夫和馬格努斯·卡爾森 。菲魯茲雅身為206名参赛者中的第169号种子，以2848的表現评分得到10/15的成績（+8−3=4），此表現評分在赛事中排名第二，仅次于冠军杜博夫。 在世界超快棋锦标赛上，他以12/21 (+10−7=4) 的成绩在150名棋手中排名第42位。在第7轮比赛后，他原以6½/7的成绩领先全部棋手一分，但在第8轮输给最终比賽获胜者卡尔森后，他的状态變得不佳。 

#### 2019年
2019年对菲魯茲雅来说是成就輝煌的一年，他的等級分从1月的2618分跃升至12月的2723分。菲魯茲雅在 2019年第二次赢得伊朗全國西洋棋锦标赛，以9/11(+7−0=4) 的成绩奪冠。 3月，他代表伊朗参加了世界西洋棋团体锦标赛。他個人得到7/9分（+6−1=2），伊朗在十个國家中排名第六。 这一系列的好成绩让他在2019年4月的國際棋聯世界排名上進入世界前100名，等級分達到2657。
5月下旬，他参加了第三届沙迦大师赛。他以7/9的成績（+5−0=4）并列第一名，在搶七局中排名第四。 埃內斯托·伊納爾基耶夫赢得了比赛。  4月，菲魯茲雅参加了Chess.com子弹西洋棋锦标赛，在四強赛中输给了最终的冠军中村光 。  4月晚些时候，菲魯茲雅在雷克雅維克公开赛中以7/9 (+6−1=2) 在抢七局中排名第二，仅次于康斯坦丁·卢普莱斯库。在比赛的休息日，他以8/9（+7−0=2）的成績赢得了欧洲费舍尔任意制西洋棋锦标赛。 
菲魯茲雅参加了4月18日至22日举行的格倫克西洋棋公开赛。他赢得了前两局，但在第三轮拒绝与以色列国际棋联大师歐爾·布朗斯坦對局，因此弃局。此一行為是為符合伊朗政府的政策，因为伊朗不承认以色列国家的存在并會制裁与以色列人比賽的棋手。 菲魯茲雅隨后在第四轮输给了等級分為1945分的德國棋手安東尼婭‧齊根福斯。他赢得了剩下的五场比赛，以7/9的成績完賽，排名第27。  5 月，菲魯茲雅在由Chess.com主办的2019年青少年快速西洋棋棋锦标赛中，第一轮对阵秘鲁特级大师何塞·马丁内斯-阿尔坎塔拉。 菲魯茲雅以18-7的总比分赢得了兩人的比赛。 5月下旬，他参加了在勒布朗梅尼勒举行的法国快棋和超快棋锦标赛。他在决赛中击败了義大利特級大師阿尔贝托·大卫，赢得了快棋錦標賽。  
6月，菲魯茲雅参加了6月6日至16日在中國邢台市举行的第18届亚洲西洋棋锦标赛。他以6/9分(+5−2=2) 排名第六。尽管只有前五名有资格参加2019年西洋棋世界盃，但菲魯茲雅驚險的获得了世界盃的参赛资格，因为排名第一的黎光廉和排名第五的里納特·朱馬巴耶夫已经在之前的其他赛事中获得了参赛资格。 后来，他在锦标赛最后一天举行的超快棋活動中以6½/9分 (+6−2=1) 获得第四名。 
菲魯茲雅于7月17日至28日代表塔特萬参加土耳其西洋棋超级联赛。他的賽事得分為11½/13 (+10–0=3)，从而将他的等級分提高到2702。 这使得菲魯茲雅成为史上第一个达到2700或更高等級分的伊朗人。 这也让他成为了世界上评分2700以上的棋手中最年轻的一位，也是历史上第二年轻達成此成就的选手（仅次于韋奕）。 
在9月的國際棋聯世界盃上，菲魯茲雅在第一轮击败了阿爾曼·帕什基揚 ，在第二轮击败了丹尼爾·杜博夫。这使菲魯茲雅成为第一位进入国际棋聯世界盃第三轮的伊朗棋手。 第三轮，他面对的是头号种子丁立人。 菲魯茲雅在两场比赛中都战平了丁立人，但在输掉了快棋搶七局的兩局比赛後，被淘汰出局。 
12月27日，菲魯茲雅宣布在伊朗退出2019年世界快棋和超快棋锦标赛以遵循伊朗棋手与以色列棋手比赛的禁令后，他将不再於伊朗西洋棋联合会名下比赛。作為替代，他將以國際棋聯核可的参赛者身份参赛。  菲魯茲雅参加了12月26日至28日舉行的世界快棋锦标赛。他以10½/15(+8–2=5) 的成绩获得亚军，落後冠军马格努斯·卡尔森一分。他是比赛历史上第一位登上领奖台的生於伊朗的特级大师。  在12月29日至30日举行的世界超快棋锦标赛上，菲魯茲雅則以13½/21 (+12–6=3) 的成績排名第六。 

#### 2020年
菲魯茲雅参加了一月份舉行的維克安澤西洋棋超級大賽。 他成为第一个参加大师赛的伊朗人；另一位伊朗特級大師帕爾哈姆·馬格蘇德魯曾参加过2019年維克安澤西洋棋超級大賽的挑战赛。这是菲魯茲雅第一次在單循环赛制中面对世界精英棋手，他在接受采访时表示，他對自己的期望不是赢得比赛，而是在顶级赛事中吸取更多经验。他以6½/13(+4–4=5)结束比賽，排名第九。 
2月，菲魯茲雅参加了布拉格西洋棋节的大师赛，这是一場10人的循环赛，他以替代因嚴重特殊傳染性肺炎疫情而无法参加的韋奕的身分參賽。在以5/9的得分并列第一名之后，菲魯茲雅以2-0的成績於超快棋搶七局中战胜印度特級大師維迪特‧古吉拉提，赢得了锦标赛。这也是他的第一个「超级锦标赛」胜利。 
4月15日，菲魯茲雅在Chess24舉辦的 Banter Blitz Cup 决赛中对阵馬格努斯·卡爾森，并以8½–7½的比分获胜。随后，菲魯茲雅与卡爾森和其他六位顶级棋手一起参加了由Chess24于4月18日至5月3日举办的線上快棋锦标赛馬格努斯·卡爾森邀请赛。卡尔森在他们的比赛中以2½–1½的比分击败了菲魯茲雅。 菲魯茲雅整体排名第六，并没有晋级四強季后赛。 
10 月，菲魯茲雅参加了在斯塔万格举行的一年一度的挪威西洋棋超级锦标赛。比赛采用類似足球比賽的计分制（胜3分，平1分，负0分）。菲魯茲雅在比賽中排名第二，仅次于世界冠军馬格努斯·卡爾森 ，领先于列馮·阿羅尼揚 、 法比亞諾·卡魯阿納和楊-克里斯托夫·杜達 。 按照标准计分制，菲魯茲雅4胜1负5平的比賽成绩足以并列第一，但卡尔森在世界末日赛段的胜利加分让菲魯茲雅退居第二名。他在该赛事中的表现评分为2880分。 

#### 2021年
菲魯茲雅在1月份参加了維克安澤西洋棋超級大賽。进入比赛的最后一轮，菲魯茲雅有机会在他的最后一场比赛中获胜并获得并列第一的積分。但是，由于锦标赛的搶七局规则，即使他以与锦标赛领先者相同的积分结束比赛，他也无法進入搶七局争夺第一名。在他与波蘭特級大師拉多斯瓦夫·沃伊塔澤克的最后一轮比赛中，比賽仲裁员在對局進行到一半時建議将两人更换到不同的桌子上，这激怒了菲魯茲雅。这种情况引起了争议，比賽主辦單位最终道歉。  菲魯茲雅最後一輪的比賽以平局告终，以8/13 (+4-1=8) 的得分排名第五，此得分與获得第三名的安德烈·埃西彭科和獲得第四名的法比亚诺·卡鲁阿纳相同。他的赛事表現評分为2806，世界排名上升到第13位。 
6 月，菲魯茲雅参加了大西洋棋巡回赛的巴黎快棋和超快棋錦標賽。他在快棋比赛中表现不佳，得分为7/18，但在超快棋比賽中得分为11/18，仅次于蘇偉利。这一结果使他的國際棋聯超快棋等級分首次超过 2800。 
菲魯茲雅于2021年7月申请并获得了法国国籍。 
他是2021年西洋棋世界盃的8号种子，但在第二轮被烏茲別克特級大師贾沃基尔·辛达罗夫淘汰出局。
9月，菲魯茲雅在2021年挪威西洋棋超级锦标赛中获得第二名，落后于馬格努斯·卡爾森 ，但领先于2021年西洋棋世界冠軍賽挑戰者扬·涅波姆尼亚希和前挑战者謝爾蓋·卡爾亞金 。 他在正赛中得分+5-2=3，以一波四连胜完賽，并在2021年10月國際棋聯世界排名中首次进入世界前10名（10月份第10名，11月份第9名）。
11月，菲魯茲雅参加了第二届國際棋聯大瑞士锦标赛。 菲魯茲雅以8/11的得分赢得了比赛，领先法比亞諾·卡魯阿納半分，从而获得了2022年候选人锦标赛的参赛资格。他成为有史以來有资格参加候选人锦标赛的第四年轻的棋手。 
同月，菲魯茲雅代表法国参加了欧洲西洋棋团体锦标赛，在比賽中他以8/9的比分战胜了多位特級大师对手，表現評分超过3000。 11月的两個比賽结果使他的等級分首次超过2800，并在12月的國際棋聯世界排名中排名第二。以18岁5个月的年齡，他成为最年轻的等級分超过2800的棋手，打破了马格努斯·卡尔森保持的18岁336天的纪录。 
在赢得2021年西洋棋世界冠軍赛后，马格努斯·卡尔森表示：「如果除了菲魯茲雅以外的人赢得了候选人锦标赛，我不太可能参加下一场世界冠军赛。」 
12月29-30日，菲魯茲雅还参加了世界超快棋锦标赛，与馬克西姆·瓦謝爾-拉格拉夫和扬-克里斯托夫·杜达并列第一，得分為15/21。他在抢七局结束后获得第三名，由馬克西姆·瓦謝爾-拉格拉夫赢得比賽冠軍。